# Linia kolejowa 195 Bánovce nad Ondavou – Veľké Kapušany
Linia kolejowa 195 Bánovce nad Ondavou – Veľké Kapušany – linia kolejowa na Słowacji o długości 32 km, łącząca miejscowości Bánovce nad Ondavou i Veľké Kapušany. Jest to linia jednotorowa oraz zelektryfikowana.